# Полищук, Григорий Федосеевич
Григорий Федосеевич Полищук (1907—1962) — советский военачальник, генерал-майор (5 мая 1945).

## Биография
Родился 15 апреля 1907 года в селе Хрещатые Яры Таращанского уезда Киевской губернии Российской империи, ныне Киевской области Украины.
До службы в армии, в 1926 году, окончил маслодельные курсы в селе Меныпиково Чистоозерного района Новосибирской области и работал мастером маслоделия.
В сентябре 1929 года Полищук был призван в РККА и направлен в 35-й стрелковый полк 12-й стрелковой дивизии Сибирского военного округа. В сентябре 1930 года окончил полковую школу и командирован на обучение в Омское пехотное училище, после обучения в котором в июне 1932 года был оставлен командиром взвода, с марта 1937 года командовал ротой. В сентябре 1938 года Григорий Полищук был направлен в Военную академию им. М. В. Фрунзе.

### Великая Отечественная война
С началом Великой Отечественной войны капитан Г. Ф. Полищук назначен начальником штаба 1025-го стрелкового полка 291-й стрелковой дивизии, воевавшей на Ленинградском фронте в составе 23-й армии. С 28 сентября этого же года Полищук стал заместителем командира этого полка. Был ранен, находился в госпитале, после возвращения в строй в январе 1942 года назначен командиром 245-го стрелкового полка 123-й стрелковой дивизии, входящей в состав той же армии. В марте 1942 года был откомандирован на Волховский фронт в 42-ю армию, где назначен командиром 5-го гвардейского стрелкового полка 3-й гвардейской стрелковой дивизии. После тяжелого ранения снова был госпитализирован и по излечении был назначен командиром 59-го гвардейского стрелкового полка 21-й гвардейской стрелковой дивизии, находившейся в резерве ВГК. В ноябре 1942 года подполковник Г. Ф. Полищук был направлен на учёбу в Высшую военную академию им. К. Е. Ворошилова. С 29 июня 1944 года по 9 сентября 1945 года — командир 3-й гвардейской стрелковой дивизии, воевавшей на 1-м Прибалтийском фронте и в составе 3-го Белорусского фронта. В августе 1945 года Г. Ф. Полищук вывел дивизию из Восточной Пруссии в Московский военный округ.

### После войны
В декабре 1946 года он был зачислен слушателем Высшей военной академии им. К. Е. Ворошилова и по её окончании в феврале 1949 года назначен командиром 7-й гвардейской десантно-штурмовой (горной) дивизии, формировавшейся в Каунасе. С октября 1951 года — командир 94-й гвардейской стрелковой дивизии в Группе советский войск в Германии, с декабря 1953 по ноябрь 1956 года — командир 3-й гвардейской стрелковой дивизии Прибалтийского военного округа. Затем был начальником Новосибирского (1956—1957) и Омского (1957—1959) военных училищ. 5 августа 1959 года Полищук был уволен в запас.
Умер 2 декабря 1962 года в Омске. Похоронен на Старо-Восточном кладбище Омска.

## Награды
- Награждён орденом Ленина, тремя орденами Красного Знамени, орденами Кутузова 2-й степени и Красной Звезды, а также медалями[4].

## Источник
- Коллектив авторов. Великая Отечественная: Комдивы. Военный биографический словарь. Командиры стрелковых, горнострелковых дивизий, крымских, полярных, петрозаводских дивизий, дивизий ребольского направления, истребительных дивизий. (Пивоваров – Яцун). — М.: Кучково поле, 2014. — Т. 5. — С. 46-48. — 1500 экз. — ISBN 978-5-9950-0457-8.